# Павел Орозий
Павел Орозий (лат. Paulus Orosius, ок. 385—420) — историк и христианский теолог V века.

## Биография
О жизни Орозия осталось немного информации. Фактически источники содержат сведения о его жизни лишь в период с 414 по 418 годы. В основном это сообщения Августина Блаженного и некоторых других его современников, а также редкие автобиографические заметки самого Орозия.
Местом его рождения большинством ученых определяется римская провинция Галлеция (совр. Галисия), в частности — окрестности города Брага, однако это делается лишь на основании того, что до поездки к Августину Орозий занимал в Браге епископскую кафедру. С другой стороны вторая часть имени «Орозий» многими признается как имеющая греческое происхождение (от греческого «Όρος» — гора) с добавлением латинского окончания «ius». Наиболее смелую попытку определить родину Орозия предпринял М.-П. Арно-Линде, который на основании некоторых цитат из «Истории против язычников» и отличающегося удивительной подробностью описания Орозием Британских островов, сделал вывод о британском происхождении историка.
Впервые Орозий появляется на исторической сцене, прибыв в 414 году в Гиппон к Августину Блаженному. Целью его поездки является выяснение у «учителя церкви» спорных моментов касающихся учения испанского ересиарха Присциллиана, которые Орозий сформулировал в первом известном своем труде «Наставление относительно заблуждения присциллиан и оригенистов» (лат. Commonitorium de errore Priscillianistarum et Origenistarum). Августин Блаженный поддержал испанского епископа и ответил ему в своей работе «Против присциллиан и оригенистов» (лат. Ad Orosium contra Priscillianistas et Origenistas).
Затем Орозий по совету Августина Блаженного с полученной от него рекомендацией отправляется к Иерониму Блаженному в Вифлеем, где попадает в самую гущу борьбы с Пелагием и его доктриной. Сторонники Пелагия после Карфагенского собора 411 года обосновались в Палестине и имели там значительную поддержку. В 415 году на соборе в Иерусалиме, где рассматривались обвинения против Пелагия, Орозий выступал на стороне обвинителей, в частности зачитав письма Августина Блаженного против пелагианства (на которые был получен известный ответ Пелагия: «А кто мне Августин?» (лат. Et quis est mihi Augustinus?)). Однако позиция ортодоксов не нашла значительной поддержки и обвинения с Пелагия были сняты. Орозий ответил на это написанием сочинения «Апологетика против Пелагиан» (лат. Liber apologeticus contra Pelagianos).
Не добившись осуждения ереси, Орозий возвращается в северную Африку, по пути доставив письма Иоанна, епископа Иерусалима, к папе Иннокентию I. Кроме того Орозий привозит с собой из Палестины письмо Иеронима Августину Блаженному и мощи Святого Стефана Мученика. По возвращении Орозий поселяется в Карфагене, где пишет в течение года основной труд своей жизни «Историю против язычников» (лат. Historiae adversum paganos). В данной работе для Орозия государственное устройство римской республики было сообществом граждан (civitas) находящихся под властью сената и народа, а также товариществом и римской свободой. В определении государственного устройства при Августе он апеллировал к греческой политической мысли. Братья Гракхи обозначались историком как «преступное семейство, рождённое на погибель своей родине». Республиканские ценности прямо противоречили христианским установкам и подчеркивали их несовместимость. На взгляд Павла Орозия, пропагандировавшееся христианским культом смирение в республиканской среде свободомыслящих людей, стремящихся к власти и деньгам, распространять не имеет смысла, поскольку ключевым фактором лучшего государственного устройства, то есть монархии, является способность переносить господство с помощью униже-ния, подчинения и смирения. Поэтому после утверждения власти Августа Иисус с помощью собственного унижения начал наставлять в смирении. Республиканский период Рима в понимании Павла Орозия был подготовкой к созданию монархии для возникновения в ней христианства и наступления последующего царства божьего. В этой связи Орозий особенно поддерживал римский милитаризм. В своей истории Орозий не предполагал возвращения к республиканскому строю в будущем, христианский взгляд на историю был лишен античного циклизма, и Римская империя являлась последней перед наступлением царства небесного.
Окончив написание книги осенью 417 года, Павел Орозий направляется на Балеарские острова, где передает епископу острова Менорка Северу мощи Св. Стефана. Пробыв недолго на Менорке, в начале 418 года он вновь направляется в Африку. После этого сообщения Орозий исчезает из упоминаний о современных христианских ученых и не появляются его новые труды, на основании чего делается вывод о том, что Орозий вскоре умер.

## Другие сведения
Павел Орозий — один из персонажей «Божественной комедии» Данте Алигьери (раздел «Рай»).

## Переводы

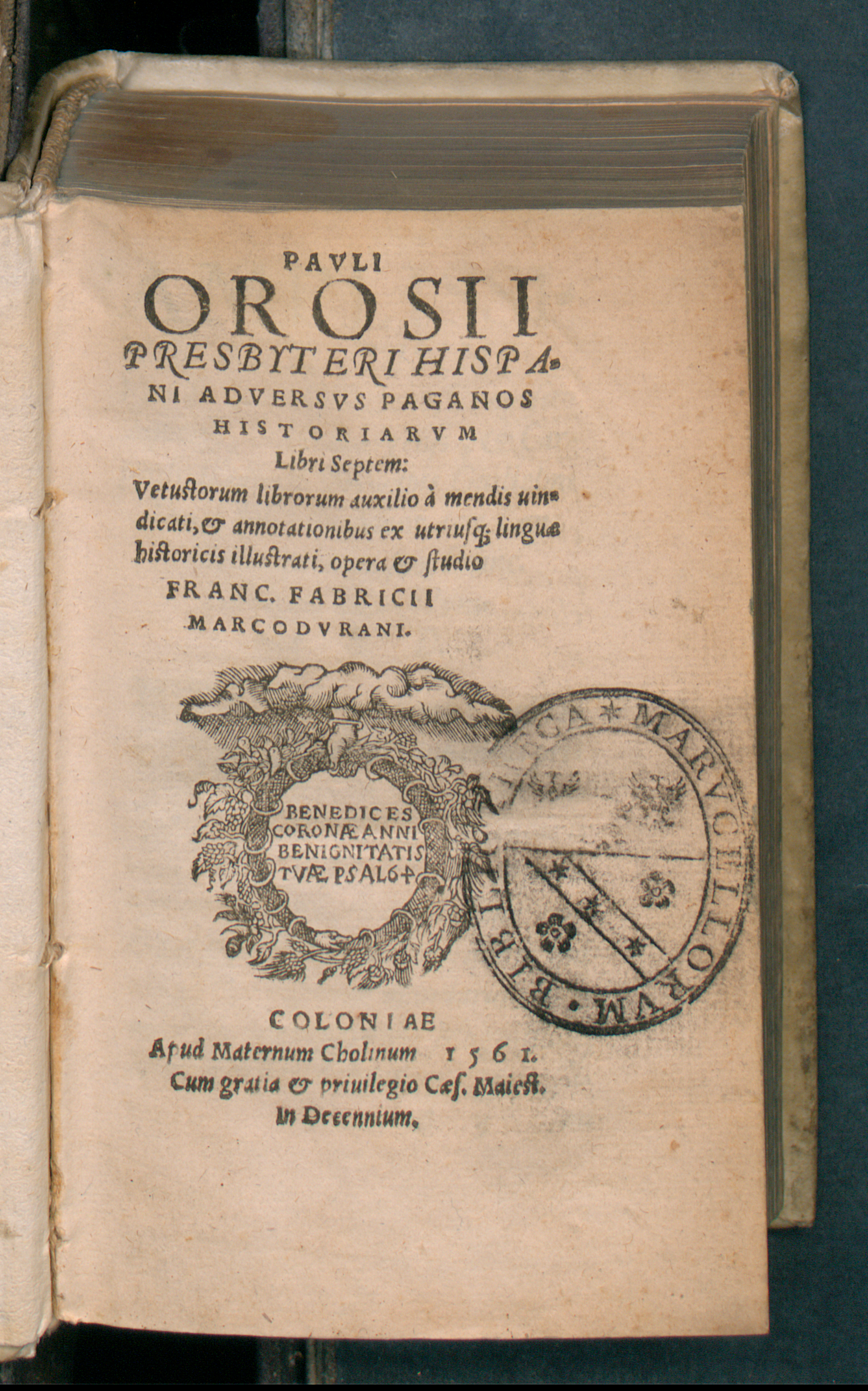
Historiae adversus paganos, 1561

- Павел Орозий. История против язычников. / Пер., вступ. ст., комм. и указ. В. М. Тюленева.
  - 1-е изд. В 3 т. Серия: Византийская библиотека. — СПб.: Алетейя, 2001—2003.
    - Книги I—III. — СПб., 2001. — 384 с. — ISBN 5-89329-368-1. — Тираж 1600 экз.
    - Книги IV—V. — СПб. 2002.
    - Книги VI—VII. — СПб., 2003. — 376 с. — ISBN 5-89329-574-9. — Тираж 1200 экз.

  - 2-е изд., испр. и доп. (Серия «Библиотека христианской мысли. Источники»). — СПб.: Издательство Олега Абышко, 2004. — 544 с. 1000 экз. ISBN 5-7435-0214-5[4]
  - Орозий о Митридатовых войнах / Пер. и вступ. ст. А. В. Короленкова, комм. О. Л. Габелко, А. В. Короленкова, Е. В. Смыкова // Antiquitas aeterna. — Вып. 1. — Казань; Н. Новгород; Саратов, 2005. — С. 218—234.

В серии «Collection Budé» «История» издана Архивная копия от 14 мая 2013 на Wayback Machine в 3 томах: Orose. Histoires (Contre les Païens). Texte établi et traduit par M.-P. Arnaud-Lindet.
- T. I: Livres I—III. CIII, 469 p.
- T. II: Livres IV—VI. VI, 484 p.
- T. III: Livre VII. Index. VI, 325 p.